# Inga Landgré
Inga Landgré (Stockholm, 1927. augusztus 6. – 2023. július 31.) svéd színésznő. 
Pályafutása alatt közel 70 filmben szerepelt. Ismertebb szerepeiben Ingmar Bergman filmjeiben látható.

## Fontosabb filmjei
- 1997 – Dúl-fúl és elnémul ( Larmar och gör sig till) – Alma Berglund
- 1967 – Stimulációk – Margaret Svensk
- 1958 – Az élet küszöbén (Nära livet) – Greta Ellius
- 1957 – A hetedik pecsét (Det sjunde inseglet) – Karin
- 1955 – Női álmok (Kvinnodröm) – Mrs. Lobelius
- 1950 – Amíg a város alszik – (Medan staden sovar) – Iris Lindström
- 1946 – Válság (Kris) – Nelly

## Fordítás
- Ez a szócikk részben vagy egészben  az   Inga_Landgré című angol Wikipédia-szócikk fordításán alapul.  Az eredeti cikk szerkesztőit annak laptörténete sorolja fel. Ez a jelzés csupán a megfogalmazás eredetét és a szerzői jogokat jelzi, nem szolgál a cikkben szereplő információk forrásmegjelöléseként.